# Період Рейва
Ре́йва (яп. 令和, [ɾe̞ːɰᵝa̠] д·і) — період японського літочислення, 248-ий, починаючи з періоду Тайка. Період Рейва розпочався в Японії в день, коли новий імператор Японії — спадкоємний принц Нарухіто — зійшов на престол 1 травня 2019 року як 126-ий імператор, змінивши свого батька — імператора Акіхіто, який 30 квітня 2019 року зрікся Хризантемового трону. Таким чином, з 8 січня 1989 року до 30 квітня 2019 року тривало літочислення Хейсей, а з 1 травня 2019 почалася ера Рейва.
Приблизний переклад: період «порядку, гармонії та квітучого миру». Вперше назву взяли саме з японської літератури VII століття, раніше — запозичували з китайської. Її кілька місяців обирали вчені та урядовці. У цілковитій ізоляції навіть без мобільних телефонів, щоб не розкрити секрет. Японці новину сприйняли схвильовано. Для них назва нової ери символізує дух часу. А ще ці ієрогліфи друкують на монетах, календарях, перших шпальтах газет і водійських посвідченнях.
У контексті «Манйосю», звідки були взяті ієрогліфи, «Рей» означає «гарний» («місяць»), «Ва» — «м'який» («вітер»). Поза контекстом значення можуть різнитися, в тому числі сильно. Варіант тлумачення назви ери від уряду Японії на англійську мову — «beautiful harmony» («гарна гармонія»). Автор назви, найбільший в Японії дослідник «Манйосю» Сусуму Наканіші, пояснив сенс «Рейва» японською мовою як «麗しき和» (урувашікі ва), що означає те саме.